# Rafael Sebastià i Irla
Rafael Sebastià i Irla va ser darrer batlle d'Esplugues de Llobregat de la Segona República. Va estar al capdavant de l'Ajuntament d'Esplugues des del febrer de 1936 el gener de 1939; és a dir, la major part del seu mandat va transcórrer durant la Guerra Civil. Acabada la guerra, es va exiliar a França. Tenia un fill, Llorenç, que durant la guerra va ser empresonat per les seves idees pacifistes; en ser alliberat també va fugir a França. Rafael Sebastià va tornar més tard a Esplugues, on va morir el desembre de 1969.

## Trajectòria política
Rafael Sebastià va ser regidor d'Esquerra Republicana de Catalunya a l'Ajuntament d'Esplugues durant el període republicà (1931-1939), i alcalde entre el febrer de 1936 i el gener de 1939. Durant el seu mandat es van dur a terme diverses tasques d'urbanització a la plaça de Santa Magdalena, carretera de Laureà Miró i carrer de la Riereta / Santa Filomena (avui, Josep Campreciós), entre d'altres, i va instal·lar la primera xarxa de clavegueram d'Esplugues. Per fer front a aquestes despeses, a causa de l'escàs pressupost d'una vila petita en context de guerra, es va aprovar la seva proposta de pressupost extraordinari en què s'imposava un capital als veïns afavorits per les obres, als quals se'ls tornarien els diners acabada la guerra. Aquestes actuacions van ser polèmiques, tot i que Sebastià les justificava i manifestava que els comptes eren clars. Durant el seu mandat els 6 guàrdies civils i els 3 mossos d'esquadra van ser traslladats a Barcelona, fet que va agreujar la inseguretat a Esplugues; va protegir personalment el mossèn, Josep Lacaya, i va ajudar algunes famílies desafavorides durant el conflicte bèl·lic. El gener de 1939 es va exiliar a França i es va establir a Sant Esteve del Monestir, a 4 km de Perpinyà.

### Consistori municipal 1936-1939
Durant el mandat de Rafael Sebastià va entrar a l'Ajuntament la primera regidora d'Esplugues, Esperança Martí i Panyella, d'ERC.
Els regidors que van ser a l'Ajuntament aquells anys són els següents:
Eugeni Vilardell Bonet, Joan Pagès Campreciós, Santiago Estruel Lafita, Pere Mora Roma, Esperança Martí Panyella, Josep Campreciós Galobart, Josep Climent Sancho, Josep Oriol Carbonès, Emili Valle Llorens, Josep Alboreda, Simó Garcia Fernández, Félix Martínez Palacio, Manuel Belvis Bartolí, Jesús López Belmonte, Antoni Salsech, Ventura Márquez, Salvador Palau Lapeña, Isidre Canudes Vega, Ramon Guillen Martínez, Àngel Escamilla, Josep Cadena, Miquel Bardisa Santamaria, Salvador Gràcia, Felicià Carreter, Ramon Izquierdo i Marcel Perich Serra.